# توتوربیکالا
توتوربیکالا (به لاتین: Toturbiykala) یک منطقهٔ مسکونی در روسیه است که در داغستان واقع شده‌است.